# Gerhard Meier (Superintendent)

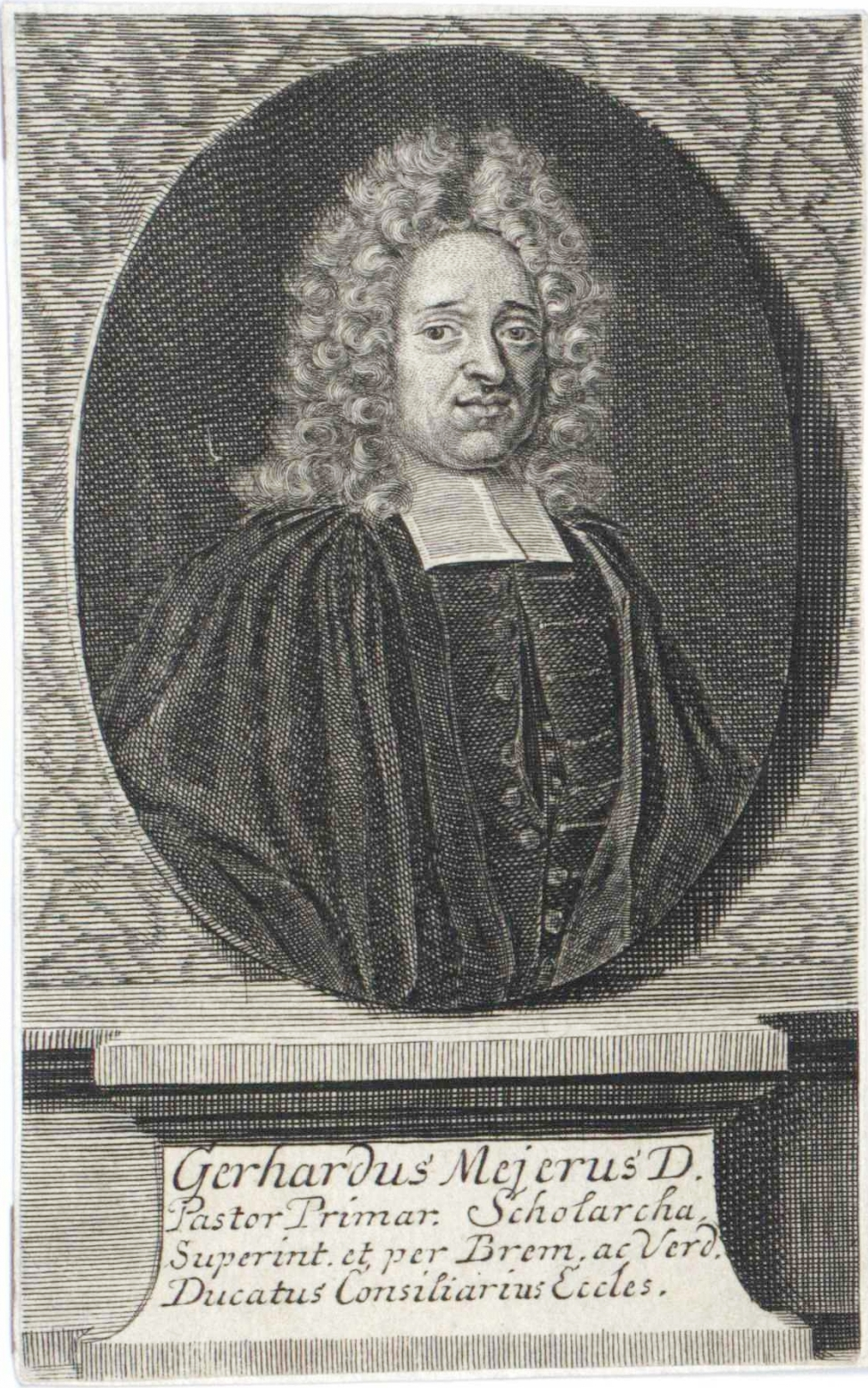
Dr. Gerhardus Meierus, Stich von Martin Bernigeroth (1714)

Gerhard Meier (auch: Meyer; * 26. August 1664 in Hamburg; † 25. Februar 1723 in Bremen) war ein deutscher Pädagoge, Kirchenrat und Superintendent in Quedlinburg, sowie Bremen und Verden.

## Biografie
Meier war der Sohn eines Hamburger Kaufmanns. Er besuchte das Akademische Gymnasium in Hamburg. Schon in jungen Jahren beschäftigte er sich mit den morgenländischen Sprachen, vor allem mit Hebräisch. Er studierte an der Universität Leipzig und der Universität Wittenberg. In Wittenberg erwarb er sich am 15. Oktober 1685 den akademischen Grad eines Magisters der Philosophie, wurde am 3. Oktober 1687 Adjunkt an der philosophischen Fakultät, erwarb sich am 27. April 1692 das Lizentiat der Theologie. Daraufhin wurde er Gymnasialprofessor der Logik und der Metaphysik am Akademischen Gymnasium von Hamburg.
Nachdem er am 6. Oktober 1698 zum Doktor der Theologie promoviert hatte, erfolgte 1699 seine Berufung zum Superintendent in Quedlinburg, wo er jedoch nach Streitigkeiten schon 1700 wieder suspendiert wurde. Von 1701 (oder 1702) bis 1723 war Meier Superintendent am Bremer Dom, als Nachfolger von Jacob Hieronymus Lochner. Zugleich war er Konsistorialrat in dem damals schwedisch regierten Herzogtum Bremen und Verden. Ihm folgte in dem Amt als Superintendent Christoph Bernhard Crusen. Meier soll ein sehr gebildeter und geachteter, aber auch streitbarer Gelehrter und Kirchenmann gewesen sein.